# Leon Belasco
Pour les articles homonymes, voir Belasco.
Léonid Siméonovitch Berladski, dit Leon Belasco, né le 11 octobre 1902 à Odessa (Empire russe, maintenant en Ukraine), mort le 1er juin 1988 à Orange (Californie), est un acteur, violoniste et chef d'orchestre américain d'origine russe.

## Biographie
Après sa formation musicale et des débuts comme violoniste passant par le Japon, Léonid Siméonovitch Berladski émigre vers 1925 aux États-Unis. Sous le nom américanisé de Leon Belasco, il forme et dirige un orchestre de divertissement qui tourne principalement dans les hôtels de New York (notamment à l'hôtel St. Moritz (en), sous l'appellation « Hotel St. Moritz Orchestra ») et environs, accompagnant entre autres The Andrews Sisters à l'aube de leur carrière, en 1936-1937. En outre, son orchestre se produit à la radio et grave des disques (Build a Little Home en 1933, avec Dick Robertson, et Wake Up and Live en 1937, avec The Andrews Sisters).
Au cinéma, ses trois premiers films comme acteur sortent en 1938, dont Fantômes en croisière de Norman Z. McLeod (avec Constance Bennett et Roland Young). Second rôle de caractère — ou tenant des petits rôles non crédités —, il personnifie parfois des violonistes (Emporte mon cœur de Robert Z. Leonard en 1939 et La Course aux maris de Don Hartman en 1948) ou des chefs d'orchestre (Féerie à Mexico de George Sidney en 1946 et Can-Can de Walter Lang en 1960).
Il tourne également dans Camarade X de King Vidor (1940, avec Clark Gable et Hedy Lamarr), La Pêche au trésor de David Miller (1950, avec les Marx Brothers) et Le Fils d'Ali Baba de Kurt Neumann (1952, avec Tony Curtis et Piper Laurie). Le dernier de ses cent-treize films américains est Superdad de Vincent McEveety (avec Bob Crane, Kurt Russell et Barbara Rush), sorti en 1973.
À la télévision, il apparaît dans vingt-quatre séries entre 1953 (un épisode de I Love Lucy) et 1980, dont La Quatrième Dimension (un épisode, 1963) et La Petite Maison dans la prairie (un épisode, 1978). Il apparaît également dans quatre téléfilms, le premier en 1960, le dernier en 1976 (La Femme de l'année de Jud Taylor, remake du film homonyme de 1942).
Au théâtre enfin, Leon Belasco joue une première fois à Broadway en 1942, dans la pièce The Flowers of Virtue de Marc Connelly (avec Frank Craven, Isobel Elsom et son compatriote Vladimir Sokoloff). Il revient à Broadway dans la comédie musicale Silk Stockings, sur une musique de Cole Porter, représentée 478 fois de février 1955 à avril 1956 (avec Don Ameche, Hildegard Knef et George Tobias). Suit une autre comédie musicale en 1956-1957 (Happy Hunting), avant une quatrième et ultime prestation sur les planches new-yorkaises en 1958-1959, dans la pièce Once More, With Feeling d'Harry Kurnitz (avec Joseph Cotten, Arlene Francis et Walter Matthau).
Il est le frère jumeau du compositeur Jacques Belasco (1902-1973).

## Filmographie partielle

### Cinéma
- 1938 : Coup de théâtre (Dramatic School) de Robert B. Sinclair : L'annonceur du night club
- 1938 : Fantômes en croisière (Topper Takes a Trip) de Norman Z. McLeod : Le chasseur de l'hôtel
- 1939 : Emporte mon cœur (Broadway Serenade) de Robert Z. Leonard : « Squeaker », le violoniste
- 1939 : La Dame des tropiques (Lady in the Tropics) de Jack Conway : L'assistant du directeur
- 1939 : Le Petit Pêcheur de San Francisco  (Fisherman's Wharf) de Bernard Vorhaus
- 1939 : Sur les pointes (On Your Toes) de Ray Enright : Mishka, l'esclave du ballet
- 1940 : La Douce Illusion (It's a Date) de William A. Seiter : Un maître d'hôtel
- 1940 : Double Chance (Lucky Partners) de Lewis Milestone : Le premier Nick
- 1940 : Mon épouse favorite (My Favorite Wife) de Garson Kanin : Un serveur au Pacific Club
- 1940 : The Lady in Question de Charles Vidor : Le barbier
- 1940 : La Main de la momie (The Mummy's Hand) de Christy Cabanne : Ali
- 1940 : Chanson d'avril (Spring Parade) de Henry Koster
- 1940 : Camarade X (Comrade X) de King Vidor : Camarade Baronoff, directeur de l'hôtel
- 1941 : La Folle Histoire de Roxie Hart (Roxie Hart) de William A. Wellman : Un serveur
- 1941 : I'll Wait for You de Robert B. Sinclair
- 1941 : Playmates de David Butler
- 1941 : Par la porte d'or (Hold Back the Dawn) de Mitchell Leisen : M. Spitzer
- 1941 : Niagara Falls de Gordon Douglas
- 1941 : The Night of January 16th de William Clemens
- 1941 : Rien que la vérité (Nothing But the Truth) d'Elliott Nugent : Dr Zarak
- 1941 : La Folle Alouette (Skylark) de Mark Sandrich : L'homme aux cheveux longs dans le métro
- 1941 : Évitons le scandale ! (Design for Scandal) de Norman Taurog : Alexander Raoul
- 1942 : La Glorieuse Parade (Yankee Doodle Dandy) de Michael Curtiz : Le magicien
- 1942 : L'amour chante et danse (Holiday Inn) de Mark Sandrich : Le propriétaire de la boutique de fleurs
- 1942 : En route vers le Maroc (Road to Morocco) de David Butler : Yusef
- 1942 : Casablanca de Michael Curtiz : Un trafiquant dans le café de Rick
- 1942 : Give Out, Sisters d'Edward F. Cline : un serveur
- 1942 : The Night Before the Divorce de Robert Siodmak : Leo, le maître d'hôtel

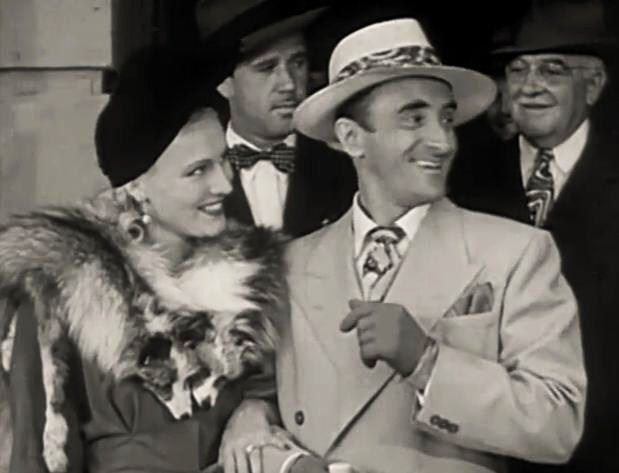
Au bras de June Clyde, dans Hollywood and Vine (1945)

- 1944 : Tempête sur Lisbonne (Storm Over Lisbon) de George Sherman
- 1944 : Quatre Flirts et un cœur (And the Angels Sing) de George Marshall : Un serveur
- 1944 : Une romance américaine (An American Romance) de King Vidor : Le propriétaire de la boutique de cigares
- 1944 : Les Conspirateurs (The Conspirators) de Jean Negulesco : Le serveur de Vincent
- 1945 : Le Joyeux Phénomène (Wonder Man) d'H. Bruce Humberstone : Le pianiste
- 1945 : Yolanda et le Voleur (Yolanda and the Thief) de Vincente Minnelli : Le chauffeur de taxi
- 1945 : Hollywood and Vine (en) d'Alexis Thurn-Taxis : Cedric Borris
- 1945 : Earl Carroll Vanities de Joseph Santley
- 1946 : Suspense de Frank Tuttle : Pierre Yasha
- 1946 : Féerie à Mexico (Holiday in Mexico) de George Sidney : Le chef d'orchestre
- 1947 : Philo Vance Returns de William Beaudine
- 1948 : La Course aux maris (Every Girl Should Be Married) de Don Hartman : Le violoniste
- 1948 : Les Aventures de Don Juan (Adventures of Don Juan) de Vincent Sherman : Don de Cordoba
- 1949 : Bagdad de Charles Lamont : Le mendiant
- 1949 : Si ma moitié savait ça (Everybody Does It) d'Edmund Goulding : Professeur Hugo
- 1950 : La Pêche au trésor (Love Happy) de David Miller : M. Lyons
- 1950 : Voyage à Rio (Nancy Goes to Rio) de Robert Z. Leonard : Professeur Gama
- 1950 : J'ai trois amours (Please Believe Me) de Norman Taurog : Le croupier
- 1950 : La Flèche et le Flambeau (The Flame and the Arrow) de Jacques Tourneur : Arturo de Milan, annonceur et directeur de la troupe d'artistes
- 1950 : Deux Nigauds légionnaires (Abbott and Costello in the Foreign Legion) de Charles Lamont : Hassam
- 1950 : Le Chant de la Louisiane (The Toast of New Orleans) de Norman Taurog : Le chef d'orchestre du Dominique
- 1952 : Le Fils d'Ali Baba (Son of Ali Baba) de Kurt Neumann : Babu
- 1953 : Appelez-moi Madame (Call Me Madam) de Walter Lang : Le chef d'orchestre
- 1960 : Can-Can de Walter Lang : Arturo, le chef d'orchestre
- 1963 : Mes six amours et mon chien (My Six Loves) de Gower Champion : Mario
- 1965 : Gare à la peinture (The Art of Love) de Norman Jewison : Le prince
- 1973 : Superdad de Vincent McEveety : Le chauffeur de limousine

### Télévision
Séries
- 1953 : I Love Lucy
  - Saison 2, épisode 15 Lucy Becomes a Sculptress de William Asher : Un employé
- 1960-1961 : My Sister Eileen
  - Saison unique, 24 épisodes : M. Appopoplous
- 1961 : Maverick
  - Saison 5, épisode 2 The Art Lovers de Michael O'Herlihy : Cosmo Nardi
- 1963 : La Quatrième Dimension (The Twilight Zone)
  - Saison 5, épisode 4 Une curieuse montre (A Kind of a Stopwatch) de John Rich : Potts
- 1963 : L'Extravagante Lucie (The Lucy Show)
  - Saison 1, épisode 21 No More Double Dates de Jack Donohue : Le violoniste
  - Saison 2, épisode 13 Lucy Conducts the Symphony de Jack Donohue : Le premier violon
- 1965 : Mon martien favori (My Favorite Martian)
  - Saison 2, épisode 34 A Martian Sonata in Mrs. B's Flat d'Oscar Rudolph : Ilya Politnikov
- 1966 : Des agents très spéciaux (The Man form U.N.C.L.E.)
  - Saison 3, épisode 15 Joyeux Noël (The Jingle Bells Affair) de John Brahm : Maxim Radish
- 1978 : La Petite Maison dans la prairie (Little House on the Prairie)
  - Saison 4, épisode 14 Rivalité (The Rivals) de William F. Claxton : M. François

Téléfilms
- 1965 : Memorandum for a Spy de Stuart Rosenberg : Gregor Kodlitz
- 1976 : La Femme de l'année (Woman of the Year) de Jud Taylor : Dimitri Subakov

## Théâtre à Broadway (intégrale)
- 1942 : The Flowers of Virtue, pièce de (et mise en scène par) Marc Connelly : Ezequiel
- 1955-1956 : Silk Stockings, comédie musicale, musique et lyrics de Cole Porter, livret de George S. Kaufman, Leueen MacGrath et Abe Burrows, d'après l'histoire Ninotchka de Melchior Lengyel, costumes de Lucinda Ballard et Robert Mackintosh : Brankov
- 1956-1957 : Happy Hunting (en), comédie musicale, musique d'Harold Karr, lyrics de Matt Dubey, livret d'Howard Lindsay et Russel Crouse, costumes d'Irene Sharaff : Arturo
- 1958-1959 : Once More, With Feeling, pièce d'Harry Kurnitz, mise en scène de George Axelrod : Jascha et Grisha Gendel